# Gouldiopa dilecta
Gouldiopa dilecta is een tweekleppigensoort uit de familie van de Veneridae. De wetenschappelijke naam van de soort is voor het eerst geldig gepubliceerd in 1861 door Gould.